# Віштуцький потік
Віштуцький потік (словац. Vištucký potok) — річка в Словаччині; притока Столичного потоку. Протікає в округах Пезінок і Сенець.
Витікає в масиві Малі Карпати на висоті 570 метрів. Протікає територією міста Модра; сіл Віштук; Багонь; Каплна; Іґрам; Чатай і Вельки Ґроб.
Впадає в Столичний потік на висоті 122 метри.